# Possidi
Possidi (en llatí Possidius) fou un deixeble d'Agustí d'Hipona amb el que va viure en termes d'intimitat durant quaranta anys.
El 397 fou nomenat bisbe de Calama a Numídia, propera a Hippo Regius però durant anys es va haver d'enfrontar als seus rivals donatistes. Va ser un dels bisbes africans enviats pels ortodoxos el 410 a l'emperador Honori, per demanar la retirada de la llei que havia estat aprovada afavorint als donatistes.
Després va participar en els concilis fets contra Celesti i Pelagi. El 430 fou expulsat de Calama pels vàndals i es va refugiar a Hippo Regius. Durant el setge de la ciutat va estar sempre al costat del llit de mort del seu amic i preceptor Agustí. Pròsper explica que Possidi, juntament amb Novat i Severià van resistir els esforços del rei Genseric de propagar l'arrianisme.
Se suposa que després de la conquesta de Cartago el 439 aC va fugir de la província cap a Itàlia on finalment va morir.
Es conserven encara dues obres de Possidi:
- 1. Vita Augustini.
- 2. Indiculus Scriptorum Augustini.